# 국립소록도병원
국립소록도병원(國立小鹿島病院, Sorokdo National Hospital)은 나병의 진료·지원과 연구업무를 하는 대한민국 보건복지부 소속의 국가기관이다. 1981년 12월 31일 발족하였으며, 전라남도 고흥군 도양읍 소록해안길 65에 위치하고 있다. 원장은 고위공무원단 나등급에 속하는 일반직공무원으로 보한다.

## 연혁
- 1916년 2월 24일: 소록도자혜의원 개원.
- 1917년 5월 17일: 자혜의원 개원.
- 1934년 10월 1일: 소록도갱생원으로 명칭 변경.
- 1949년 5월 6일: 중앙나요양소로 명칭 변경.
- 1951년 9월 29일: 갱생원으로 명칭 변경.
- 1957년 12월 14일: 소록도갱생원으로 명칭 변경.
- 1960년 7월 1일: 국립소록도병원으로 명칭 변경.
- 1968년 11월 8일: 국립나병원으로 명칭 변경.
- 1975년 8월 20일: 치과 신설.
- 1977년 3월 16일: 간호조무사양성소 신설.
- 1982년 12월 31일: 국립소록도병원으로 명칭 변경.
- 2002년 5월 13일: 간호조무사양성소 폐지.

### 역대 병원장
| 대수     | 성명                        | 재임기간                            | 비고         |
| -------- | --------------------------- | ----------------------------------- | ------------ |
| 초대     | 아리카와 도루(蟻川亨)       | 1916년 7월 10일 ~ 1921년 6월 6일    |              |
| 2대      | 하나이 젠키치(花井善吉)     | 1921년 6월 23일 ~ 1929년 10월 16일  | 재직 중 사망 |
| 3대      | 야자와 슌이치로(矢澤俊一郞) | 1929년 12월 28일 ~ 1933년 8월 26일  |              |
| 4대      | 스오 마사스에(周防正季)     | 1933년 9월 1일 ~ 1942년 6월 20일    | 재직 중 사망 |
| 5대      | 니시키 산케이(西龜三圭)     | 1942년 8월 1일 ~ 1945년 8월 20일    |              |
| 6대      | 김형태(金亨泰)              | 1945년 9월 21일 ~ 1947년 12월 13일  |              |
| 7대      | 강대헌(姜大憲)              | 1947년 12월 13일 ~ 1948년 4월 15일  |              |
| 8대      | 김상태(金尙泰)              | 1948년 4월 15일 ~ 1954년 10월 2일   |              |
| 9대      | 손수경(孫壽卿)              | 1954년 10월 11일 ~ 1958년 10월 31일 |              |
| 10대     | 차윤근(車潤根)              | 1958년 10월 31일 ~ 1960년 6월 3일   |              |
| 11대     | 차남수(車南守)              | 1960년 6월 3일 ~ 1961년 1월 13일    |              |
| 12대     | 최재위(崔在緯)              | 1961년 1월 13일 ~ 1961년 5월 3일    |              |
| 13대     | 정양원(鄭良元)              | 1961년 5월 3일 ~ 1961년 7월 20일    |              |
| 14대     | 조창원(趙昌源)              | 1961년 8월 24일 ~ 1964년 3월 7일    |              |
| 15대     | 신영서(申榮瑞)              | 1964년 3월 7일 ~ 1965년 1월 1일     |              |
| 16대     | 윤석우(尹錫宇)              | 1965년 1월 1일 ~ 1965년 7월 31일    |              |
| 17대     | 정정모(鄭正謨)              | 1965년 9월 27일 ~ 1966년 9월 1일    |              |
| 18대     | 차윤근(車潤根)              | 1966년 9월 1일 ~ 1969년 5월 1일     | 재임(10대)   |
| 19대     | 김웅식(金雄植)              | 1969년 5월 5일 ~ 1970년 3월 24일    |              |
| 20대     | 조창원(趙昌源)              | 1970년 3월 24일 ~ 1974년 2월 19일   | 재임(14대)   |
| 21대     | 장경식(張慶植)              | 1974년 2월 19일 ~ 1974년 3월 8일    |              |
| 22대     | 신정식(申汀植)              | 1974년 3월 8일 ~ 1985년 12월 31일   |              |
| 23대     | 손태휴(孫泰休)              | 1986년 2월 3일 ~ 1993년 5월 18일    |              |
| 24대     | 이충경(李忠敬)              | 1993년 6월 3일 ~ 1994년 1월 15일    |              |
| 25대     | 오대규(吳大奎)              | 1994년 1월 15일 ~ 1996년 10월 11일  |              |
| 26대     | 김윤일(金潤一)              | 1996년 10월 11일 ~ 2002년 5월 13일  |              |
| 27대     | 김중원(金重源)              | 2002년 5월 13일 ~ 2007년 2월 28일   |              |
| 28대     | 박형철(朴亨澈)              | 2007년 10월 17일 ~ 2019년 12월 31일 |              |
| 29대     | 윤현덕(尹炫悳)              | 2020년 2월 21일 ~ 2021년 12월 30일  |              |
| 직무대리 | 오동찬                      | 2021년 12월 31일 ~ 2022년 10월 6일  |              |
| 30대     | 박혜경(朴惠卿)              | 2022년 10월 7일 ~                   |              |

## 조직[3]

### 병원장

#### 서무과
- 운영지원팀
- 시설팀
- 복지팀
- 자원봉사팀

#### 의료부
- 의료행정
- 내과[4]
- 외과[5]
- 피부과[5][6]
- 치과[5]
- 안이비인후과[5][6]
- 약제과[5]
- 간호과[7]

## 소장 문화재
- 고흥 소록도 병사성당 - 등록문화재 제659호
- 고흥 소록도 마리안느와 마가렛 사택 - 등록문화재 제660호
- 고흥 소록도 한센인 생활 유품 - 등록문화재 제663호

## 같이 보기
- 대한민국 보건복지부
- 대한민국의 병원 목록
- 한국한센복지협회
- 대한나학회